# Копо, Жак
Жак Копо́ (фр. Jacques Copeau; 4 февраля 1879, Париж — 20 октября 1949, Бон) — французский театральный актёр и режиссёр. Организатор и руководитель театра «Вьё коломбье» (фр. Vieux Colombier — Старая голубятня, 1913—1924). Работал в театре «Комеди Франсез» (1936—1940). Один из основоположников современной французской режиссуры. Альбер Камю делил историю французского тетра на два периода: до Копо и после.

## Биография
C начала 1900-х годов вёл театральную хронику, занимался организацией выставок, входил в литературный круг Андре Жида. В 1908 году вместе с А. Жидом и другими был в числе основателей крупнейшего литературного журнала La Nouvelle Revue française (NRF).

## Творчество

### Постановки

#### «Вьё коломбье»
- «Женщина, убитая добротой», Т. Хейвуд
- «Любовь-целительница», Мольер
- «Скупой», Мольер
- «Двенадцатая ночь», Шекспир
- «Барберина», А. де Мюссе

#### Комеди-Франсез
- «Много шума из ничего», Шекспир
- «Мизантроп», Мольер
- «Асмодея», Ф. Мориак
- «Завещание отца Лелё», Роже Мартен дю Гар
- «Сид», Корнель
- «Двенадцатая ночь», Шекспир
- «Карета Святых Даров», П. Мериме

## Публикации на русском языке
- Поездки к Гордону Крэгу, Жак-Далькрозу и к Адольфу Аппиа// Французский символизм. Драматургия и театр. — СПб.: Гуманитарная академия; Гиперион, 2000. — С. 385—412.